# Арденс, Николай Николаевич
Николай Николаевич Арденс (до 1934 — Апостолов; 1890, Черниговская губерния — 1974) — русский советский литературовед, член Союза писателей СССР, кандидат филологических наук, профессор.

## Биография
Родился в городе Кролевец Черниговской губернии 21 января (2 февраля) 1890 года (в «Био-библиографическом словаре русских писателей XX века» — 20 января), в семье отставного полковника.
Окончил Владимирский Киевский кадетский корпус. С 1909 года посещал усадьбу Толстых «Ясная Поляна»; вёл переписку с С. А. Толстой и её сестрой Т. А. Кузминской. Полученные сведения использовал в своих трудах о Л. Н. Толстом— в 1916 году окончил историко-филологический факультет Киевского университета, в котором получил премию имени Толстого за сочинение «Исторический роман Толстого и его предшественников». Под влиянием идей Толстого отказался от военной службы во время войны и в связи с этим был под судом и следствием в 1916—1917 годах.
В 1917—1920 годах руководил издательством Объединенного Рабочего Кооператива в Киеве, был лектором народного университета, преподавателем в реальных училищах и трудовых школах; редактировал сочинения Толстого в издательствах «Жизнь» и «Голос». В 1921—1922 годах был уполномоченным Комитета помощи голодающим на территории УССР. С 1922 года жил и работал в Москве: работал в рукописном отделе Государственного музея Л. Н. Толстого (1922—1924); преподавал историю литературы в МГУ, Уральском университете, ВГИКе, ГИТИСе.
В 1945 году был награждён медалью «За доблестный труд в Великой Отечественной войне 1941—1945 гг.».
Состоял членом «Толстовского общества» и «Общества любителей российской словесности».
К 1962 году написал докторскую диссертацию «Творческий путь Л. Н. Толстого».
Скончался в 1974 году.